# 88 Fingers Up Your Ass
88 Fingers Up Your Ass, noto anche come Up Your Ass è una raccolta di inediti, live e tracce edite solo su vinile del gruppo punk statunitense 88 Fingers Louie, pubblicato il 22 aprile 1997 da Hopeless Records.

## Tracce
1. Past Mistakes – 2:05
2. Ritter – 2:09
3. In Your Eyes – 0:38
4. Try It Again – 2:17
5. Won't Stay Late – 1:59
6. Vera – 0:13
7. Too Many – 3:00
8. Irreparable Damage – 3:45
9. Call It a Night – 2:00
10. Run on Home – 3:40
11. Victim in Pain – 0:41
12. New Direction – 2:03
13. Funny Look – 1:22
14. Emotions – 1:31
15. Call It a Night – 2:38
16. State of Confusion – 3:15
17. Hard to Believe – 2:04
18. Not Just My Head – 1:21
19. My Fathers Dreams – 2:16
20. All I Want for Christmas – 1:12
21. I Hate Myself – 1:54
22. Can't Get up the Nerve – 2:36
23. Apart at the Seams – 2:57
24. Inside Myself – 2:40
25. In the John (live) – 2:19
26. Something I Don't Know (live) – 2:27
27. Too Many (live) – 2:38

## Formazione
- Dennis Buckley - voce
- Dan Wleklinski - chitarra, voce d'accompagnamento
- Joe Principe - basso, voce d'accompagnamento
- Glenn Porter - batteria